# دالکاهیو، شیلی
دالکاهیو، شیلی (به اسپانیایی: Dalcahue) یک سکونتگاه مسکونی در شیلی است که در Chiloé Province واقع شده‌است.

## خصوصیات
دالکاهیو ۱٬۲۳۹٫۴ کیلومترمربع مساحت و ۱۳٬۰۷۶ نفر جمعیت دارد و ۱ متر بالاتر از سطح دریا واقع شده‌است.